# Charles Dellert
Charles O. Dellert (Missouri, 26 marzo 1882 – Saint Louis, 28 ottobre 1981) è stato un ginnasta e multiplista statunitense.

## Carriera
Dellert partecipò ai Giochi olimpici di Saint Louis 1904 nelle gare di triathlon e ginnastica. Giunse ottantaseiesimo nel concorso generale individuale, centosettesimo nel triathlon e sessantaquattresimo nel concorso a tre eventi.
Anche suo fratello John prese parte alle gare di ginnastica a Saint Louis 1904.